# Миролюбовка (Близнюковский район)
Миролюбовка (укр. Миролюбівка), село,
Лукашевский сельский совет,
Близнюковский район,
Харьковская область, Украина.
Код КОАТУУ — 6320684009. Население по переписи 2001 г. составляет 145 (70/75 м/ж) человек.

## Географическое положение
Село Миролюбовка находится в 2-х км от пгт Близнюки, примыкает к селу Анно-Рудаево.
По селу протекает пересыхающий ручей, из которого начинается река Большая Терновка.

## История
- 1910 — дата основания.

## Экономика
- В селе есть молочно-товарная ферма.

## Достопримечательности
- Братская могила советских воинов и жертв фашизма. Похоронено 32 человека.